# 花翅飞虱属
花翅飞虱属（学名：Peregrinus）是稻虱科的一属。

## 下属物种
本属包括以下物种：
- Peregrinus iocasta (Fennah, 1958)
- Peregrinus maidis (Ashmead, 1890)